# Rujîn, Jîtomîr
Rujîn (în ucraineană Ружин) este așezarea de tip urban de reședință a raionului Rujîn din regiunea Jîtomîr, Ucraina. În afara localității principale, mai cuprinde și satele Zaricicea și Zoreane.

## Demografie
Componența lingvistică a așezării de tip urban Rujîn
     Ucraineană (97,93%)
     Rusă (1,74%)
     Alte limbi (0,08%)
Conform recensământului din 2001, majoritatea populației așezării de tip urban Rujîn era vorbitoare de ucraineană (97,93%), existând în minoritate și vorbitori de rusă (1,74%).